# Agrostis pubescens
Agrostis pubescens é uma espécie de gramínea do gênero Agrostis, pertencente à família Poaceae.